# Zubné
Zubné est un village de Slovaquie situé dans la région de Prešov.

## Histoire
Première mention écrite du village en 1557.

## Démographie

### Évolution de la population
| Année:               | 1994. | 2004.   | 2014.   | 2024.   |
| -------------------- | ----- | ------- | ------- | ------- |
| Nombre de personnes: | 387   | 386     | 367     | 349     |
| Différence:          |       | -0,25 % | -4,92 % | -4,90 % |

| Année:               | 2023. | 2024.   |
| -------------------- | ----- | ------- |
| Nombre de personnes: | 347   | 349     |
| Différence:          |       | +0,57 % |